# Saurida isarankurai
Espèce
Statut de conservation UICN

LC : Préoccupation mineure
Saurida isarankurai est une espèce de poissons de la famille des Synodontidae.

## Systématique
L'espèce Saurida isarankurai a été décrite pour la première fois en 1972 par les ichtyologues japonais Shigeaki Shindo et Umeyoshi Yamada.

## Distribution
Cette espèce se croise dans le Pacifique ouest, au large des côte de l’Australie, de la Chine, de la Corée du Sud, de la Corée du Nord, de Taïwan, de l’Indonésie, de la Papouasie-Nouvelle-Guinée.

## Description
Saurida isarankurai peut mesurer jusqu'à 12 cm.
Cette espèce se trouve principalement sur le plancher océanique au large, à des profondeurs variant généralement de 40 à 100 m.
L'espèce se distingue du reste de son genre par l'extrême proéminence de sa mâchoire inférieure, qui est visible du dessus

## Étymologie
Son épithète spécifique, isarankurai, est un hommage au biologiste Andhi Isarankura (1935-2006), qui travaillait au laboratoire de Bangkok qui a travaillé à l'établissement d'une pêche durable dans les mers d'Asie du Pacifique.

## Écologie et environnement

### Utilisation commerciale
Saurida isarankurai fait partie des espèces pêchées et consommées par l'être humain.

## Publication originale
- Shigeaki Shindo et Umeyoshi Yamada, « Descriptions of three new species of the lizardfish genus Saurida, with a key to its Indo-Pacific species », Uo,‎ 1972.